# Molossops neglectus
Molossops neglectus — вид рукокрилих родини молосових.

## Середовище проживання
Країни мешкання: Аргентина, Бразилія, Колумбія, Французька Гвіана, Гаяна, Суринам. 

## Морфологія
Морфометрія. Загальна довжина: 89 мм, хвіст: 29 мм, передпліччя: 35 мм, вага: 7.5. 
Опис. Зубна формула: I 1/1, C 1/1, P 1/2, M 3/3. Вуха чітко загострені. Спина коричнева, черево блідіше.